# アッバディーア・サン・サルヴァトーレ
アッバディーア・サン・サルヴァトーレ (伊: Abbadia San Salvatore) は、イタリア共和国トスカーナ州シエーナ県にある、人口約6,100人の基礎自治体（コムーネ）。

## 地理

### 位置・広がり

#### 隣接コムーネ
隣接するコムーネは以下の通り。 括弧内のGRはグロッセート県所属を示す。
- カステル・デル・ピアーノ (GR)
- カスティリオーネ・ドルチャ
- ピアンカスタニャーイオ
- ラディコーファニ
- サン・カシャーノ・デイ・バーニ
- サンタ・フィオーラ (GR)
- セッジャーノ (GR)

### 気候分類・地震分類
アッバディーア・サン・サルヴァトーレにおけるイタリアの気候分類 (it) および度日は、zona E, 2994 GGである。
また、イタリアの地震リスク階級 (it) では、zona 2 (sismicità media) に分類される。